# 지아르나트흐로놈구

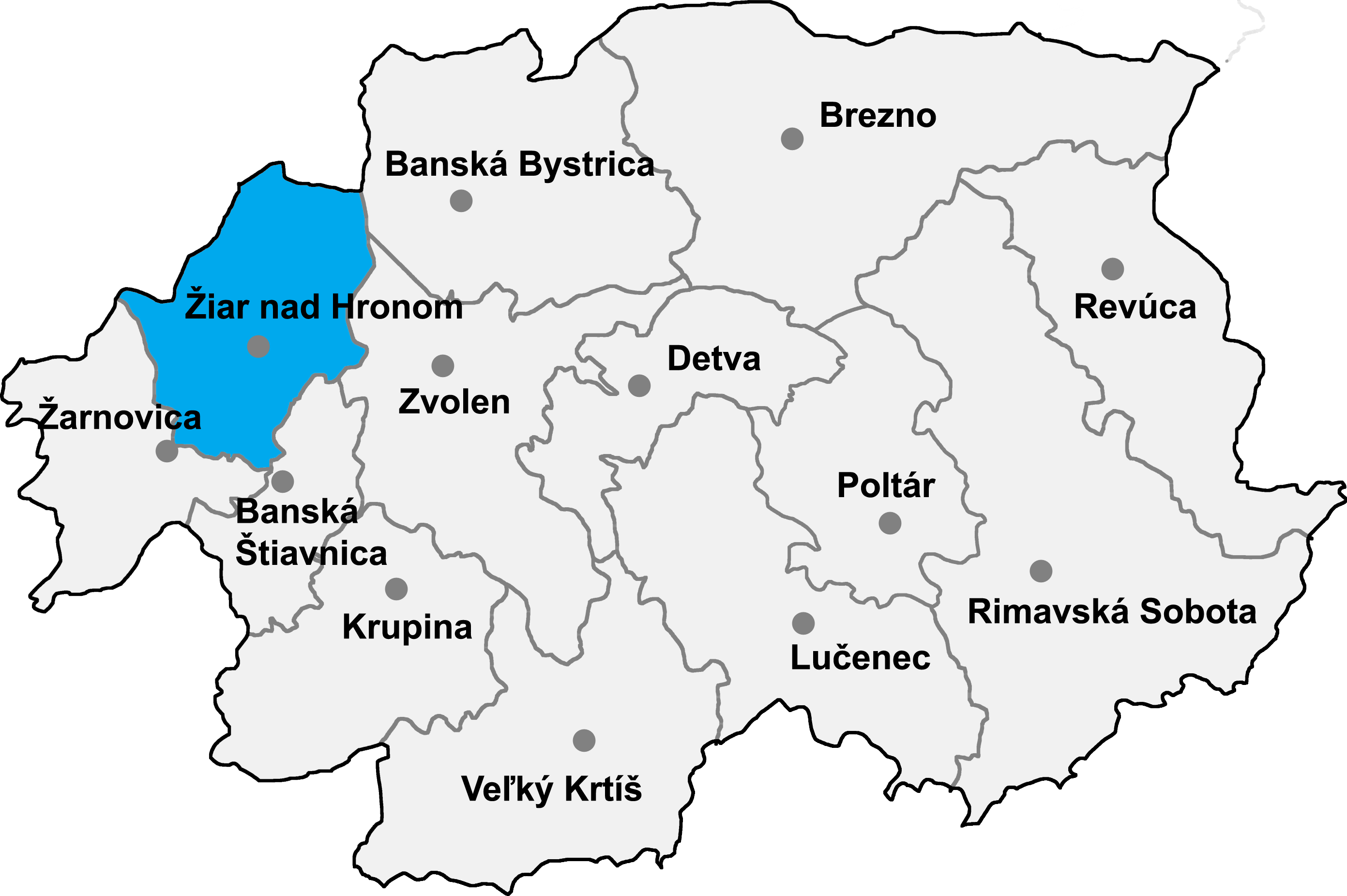
지아르나트흐로놈구의 위치

지아르나트흐로놈구(슬로바키아어: Okres Žiar nad Hronom)는 슬로바키아 반스카비스트리차주를 구성하는 13개 구 가운데 하나로 행정 중심지는 지아르나트흐로놈이며 면적은 517.67km2, 인구는 47,736명(2014년 기준), 인구 밀도는 92.21명/km2이다.
반스카비스트리차주 북서부에 위치하며 35개 지방 자치체(2개 시, 33개 마을)를 관할한다. 북쪽으로는 트렌친주 프리에비자구, 질리나주 투르치안스케테플리체구, 동쪽으로는 반스카비스트리차구, 즈볼렌구, 남쪽으로는 반스카슈티아브니차구, 서쪽으로는 자르노비차구와 접한다.